# BMR-600
Il BMR-600 è un APC (Armoured personnel carrier, veicolo trasporto truppe corazzato) ruotato di progettazione e realizzazione spagnola.
Esso è stato progettato dalla Pegaso e costruito dalla Società Santa Barbara. Il prototipo venne completato nel 1975, e dopo un concorso internazionale con altri veicoli, venne scelto e la produzione partì nel 1979.

## Storia[2]
La progettazione di questo veicolo, a seguito di un bando pubblicato dall'esercito spagnolo, è stata iniziata nel 1972. La società ENASA (Pegaso) ha curato la parte meccanica, mentre l'esercito si è occupato della protezione e dell'armamento. La produzione è iniziata nel 1979; la commessa dell'esercito spagnolo è stata di 600 veicoli,l'Egitto ne aveva ordinati a sua volta 600 di cui 10 con una torretta biposto con cannone da 90 mm e l'Etiopia un numero imprecisato.

## Tecnica
Il veicolo, definito nella sua versione base 3560/1, è in alluminio saldato, ha 6 ruote motrici, con sospensioni idropneumatiche, e un motore Diesel in posizione anteriore a destra. Il pilota, avanti a sinistra ed è protetto da un finestrino antiproiettile con pannello corazzato, ha una serie di finestrini corazzati e iposcopi, altri finestrini corazzati sono presenti nello scafo, mentre la truppa ha a disposizione un portello di uscita ed entrata posteriore. Lo scomparto truppe può ospitare 10 fanti completamente equipaggiati, questi uomini entrano per il portello/rampa posteriore già citato prima, che presenta una piccola porta di emergenza. Sulle fiancate e sul portello posteriore possono essere inseriti fino a sei blocchi visivi per il tiro, mentre sul tetto sono state praticate due botole. Il capocarro, che funge anche da mitragliere, prende posto dietro al conducente sotto una piccola cupola con otto iposcopi; sopra questa è montata una mitragliatrice da 7,62 mm controllata a distanza dall'interno della cupola.
La sospensione è idropneumatica e consente al conduttore di regolare l'altezza dal terreno(fino a 450 mm) per seguirne le irregolarità; permette anche di sollevare una ruota quando si tratta di cambiarla. Le ruote anteriori e posteriori possono essere sterzate in senso opposto per fare curve molto strette.
Il veicolo è totalmente anfibio, propulso e guidato in acqua da due dispositivi a getto posteriori.
Il veicolo è adatto a compiti di guerra di media e bassa intensità. Esso, in termini di armamento possiede una torretta telecomandata da 12,7 (2500 colpi), con una cupola di osservazione per il comandante-mitragliere, dotata di iposcopi e feritoie di visione, come detto prima. 12 lanciagranate fumogeni sono disposti sui lati dello scafo.
Tra le altre caratteristiche, il veicolo è anfibio, ha protezione NBC e sistemi per la visione notturna.

## Produzione e servizio
Il mezzo ha riscosso un buon successo, con una serie di ordinazioni provenienti sia dalle proprie forze armate e di polizia, che da clienti esteri come Egitto, Arabia Saudita e Perù. Alla fine, dalle catene di montaggio della Santa Barbara sono usciti circa 1500 esemplari.

### Versioni
Tra le versioni derivate vanno annoverate:
- l'ambulanza corazzata
- il portamortaio da 81 mm o da 120mm.(designati 3560/3 e 3560/4)
- il modello armato con una torre biposto da 90mm. TS-90 (3564)
- il mezzo comando (3560/5)
- il veicolo comunicazioni radio
- quello di riparazionee recupero
- il veicolo genieri.
- versione lanciamissili controcarro HOT[2]